# Protea venusta
Protea venusta es una especie de arbusto perteneciente a la familia Proteaceae.  Es originaria de Sudáfrica.

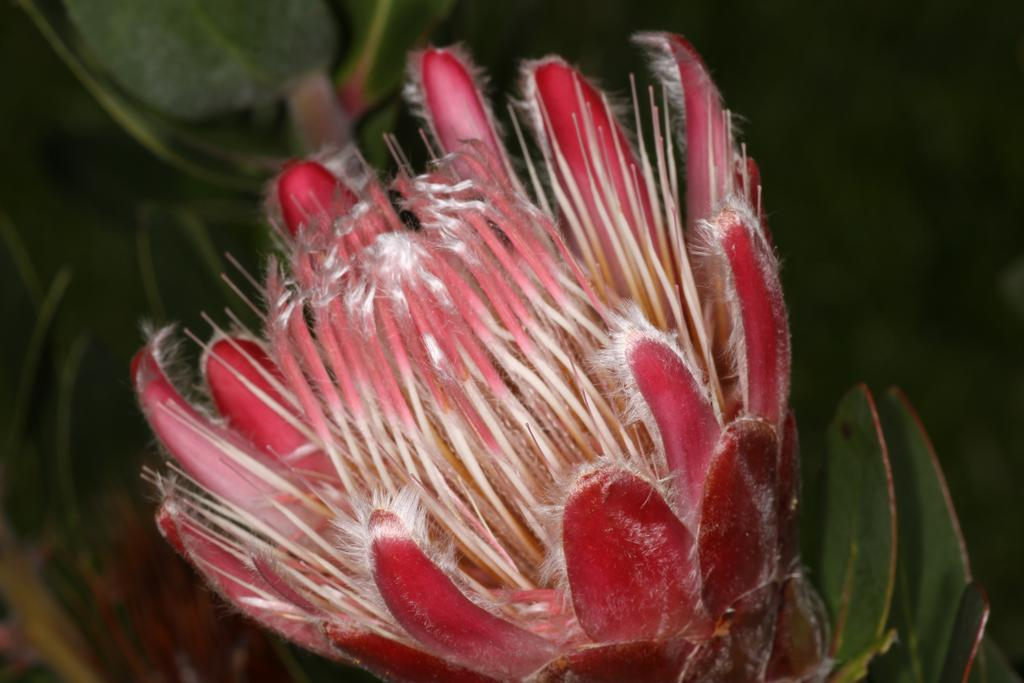
Flor

## Descripción
Es un arbusto

## Taxonomía
Protea venusta fue descrito por Robert Harold Compton y publicado en J. S. African Bot. x. 4 (1944).
Etimología
Protea: nombre genérico que fue creado en 1735 por Carlos Linneo en honor al dios de la mitología griega Proteo que podía cambiar de forma a voluntad, dado que las proteas tienen muchas formas diferentes. 
venusta: epíteto latíno que significa "encantadora".